# Nestegis sandwicensis
Nestegis sandwicensis är en syrenväxtart som först beskrevs av Asa Gray och som fick sitt nu gällande namn av Otto Degener, Irmgard Degener och Lawrence Alexander Sidney Johnson.
Nestegis sandwicensis ingår i släktet Nestegis och familjen syrenväxter. Inga underarter finns listade i Catalogue of Life.

## Bildgalleri

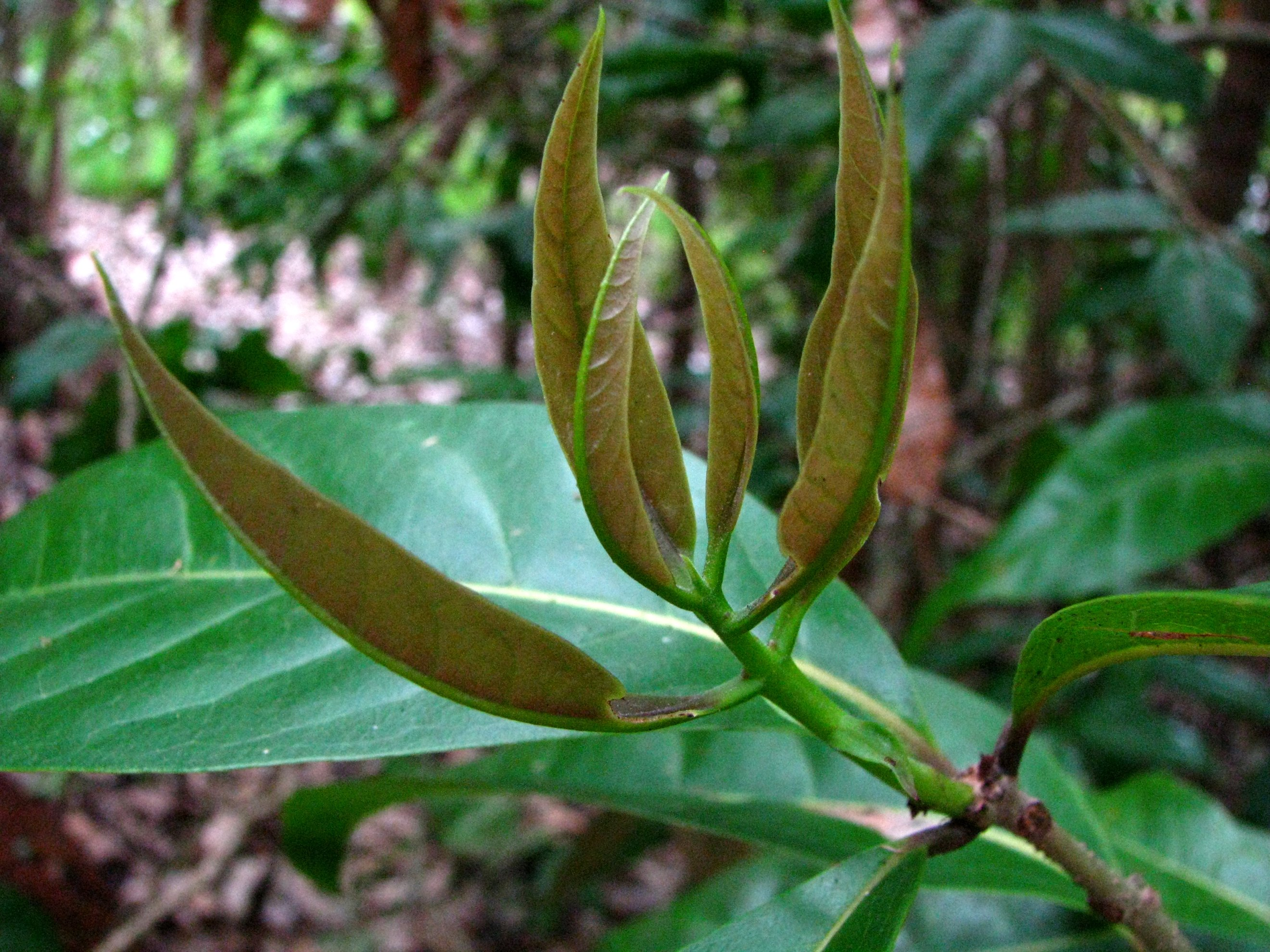
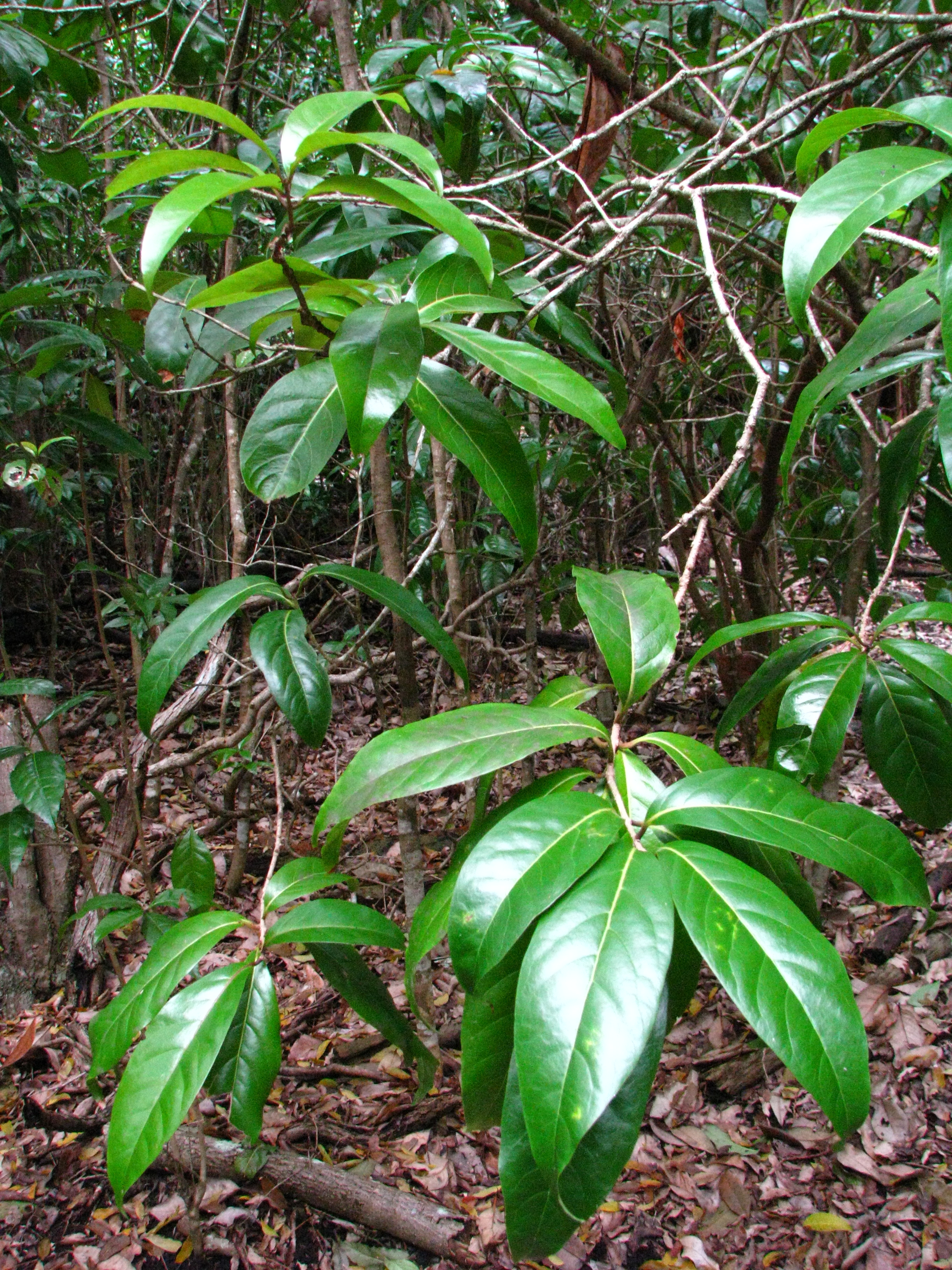
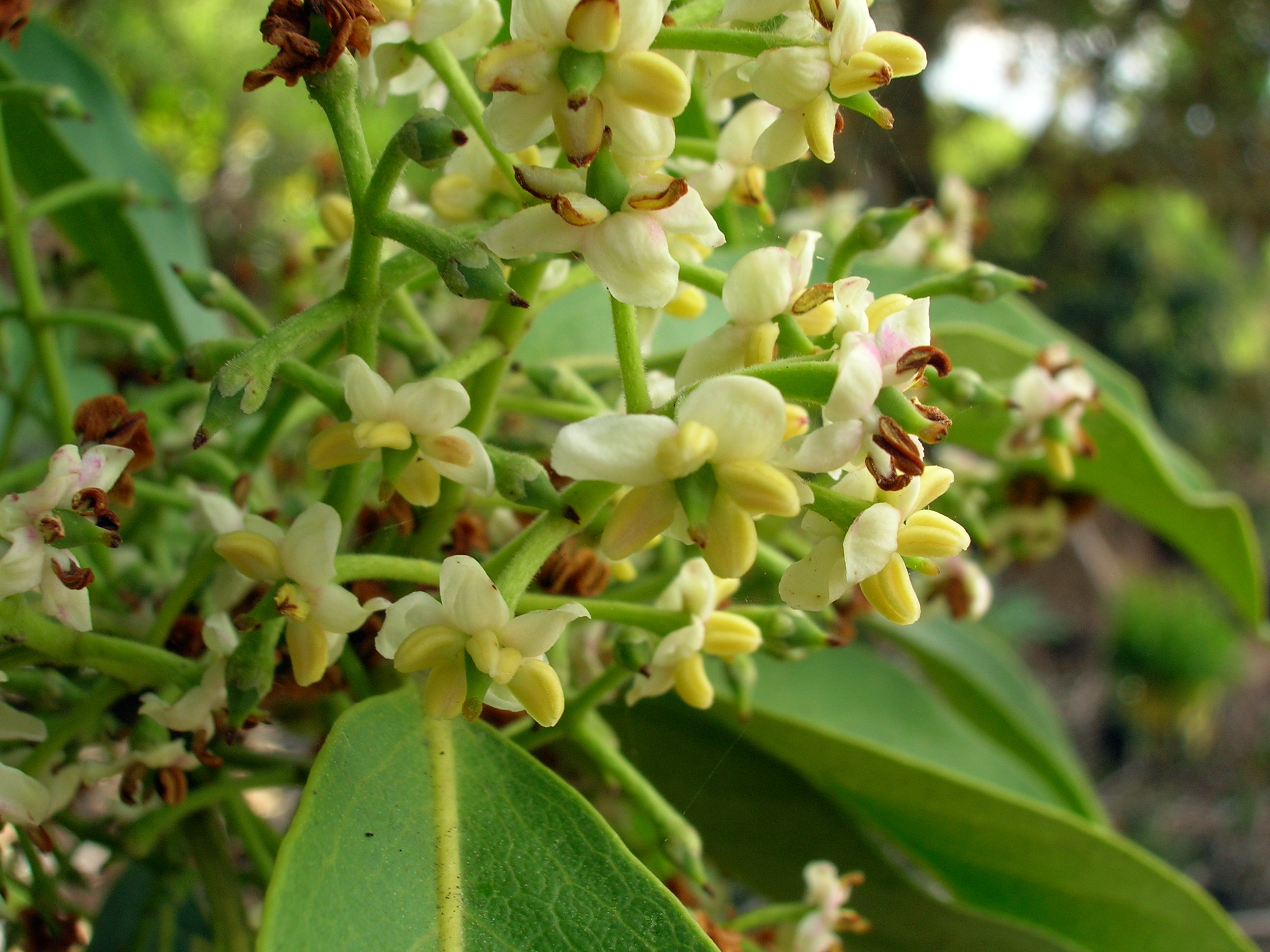
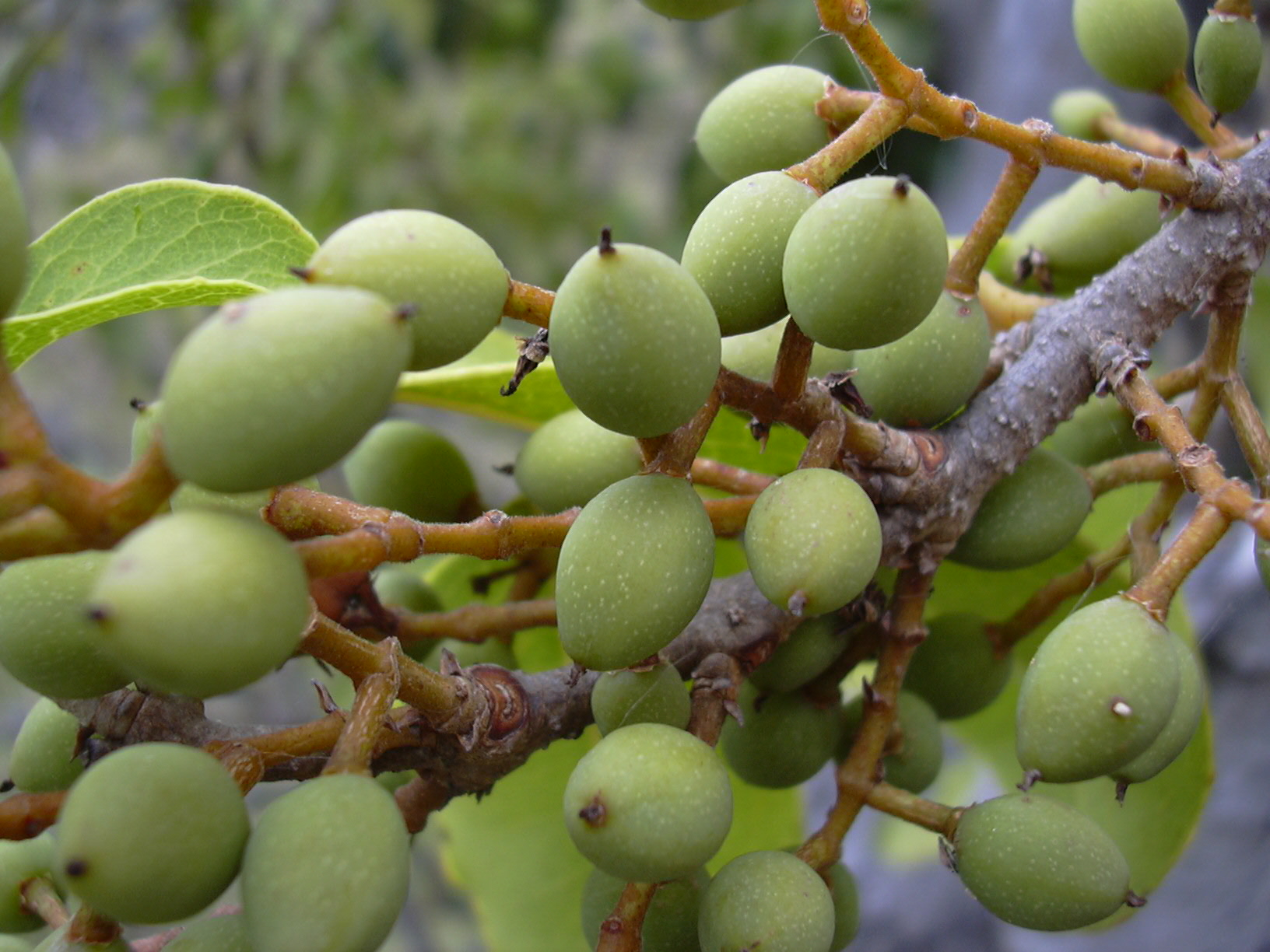
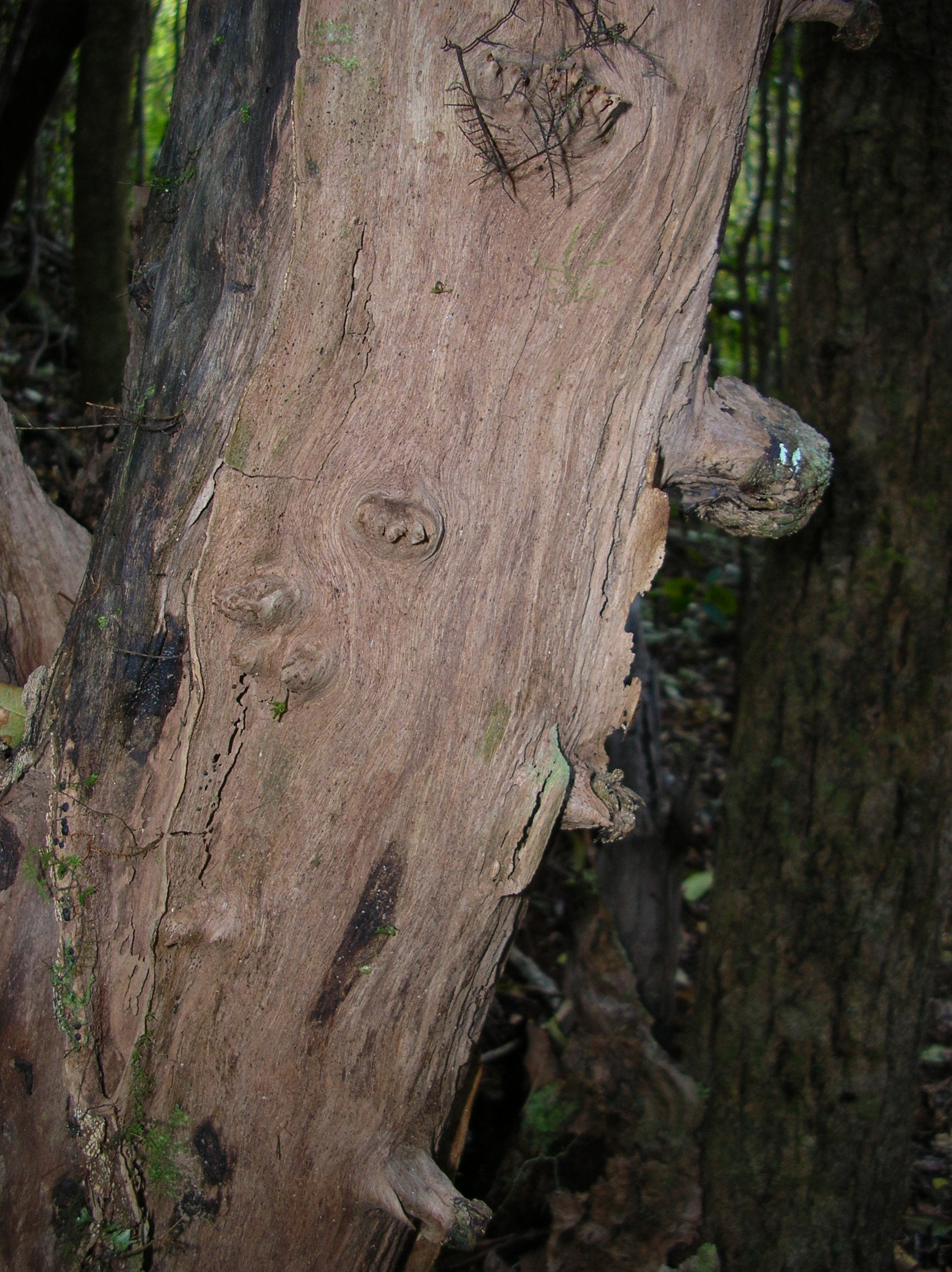